# Jarosław Wyszkowski
Jarosław Eugeniusz Wyszkowski (ur. 1953) – polski prawnik i urzędnik państwowy, w latach 1996–1997 podsekretarz stanu w Ministerstwie Skarbu Państwa.

## Życiorys
Absolwent Wydziału Prawa i Administracji Uniwersytetu Warszawskiego, uzyskał uprawnienia radcy prawnego i adwokata. W latach 1978–1995 był dyrektorem departamentu prawnego i orzecznictwa w Ministerstwie Gospodarki Przestrzennej i Budownictwa, a od 1996 szefem biura Mostostal-Export w Warszawie. Od 3 grudnia 1996 do 10 grudnia 1997 pełnił funkcję podsekretarza stanu w Ministerstwie Skarbu. Potem powrócił do pracy w Mostostalu, od 1998 do 1999 zasiadał w jego zarządzie, a później został dyrektorem ds. prawno-organizacyjnych. Zasiadł też w radach nadzorczych innych spółek.
Odznaczony Krzyżem Kawalerskim Orderu Odrodzenia Polski w uznaniu wybitnych zasług w działalności na rzecz przekształceń gospodarczych w kraju (2000). W 1994 otrzymał Złoty Krzyż Zasługi.